# Departamento de Estudios Históricos Navales
El Departamento de Estudios Históricos Navales es un organismo de la Armada Argentina creado el 1 de enero de 1961 a la fecha. Desde sus orígenes como División Historia Naval (1957) contribuye al desarrollo cultural del país mediante la investigación y difusión de la historia naval y marítima argentina, la formación de una biblioteca especializada en la materia y la custodia patrimonial de objetos y documentos históricos.  
Su sede se encuentra en la Casa Amarilla (réplica de la casa donde vivió el almirante Guillermo Brown), construida en el barrio de La Boca de la Ciudad Autónoma de Buenos Aires.  
Su misión primaria y fundamental consiste en contribuir a la formación de una conciencia marítima en la población. 

## Funciones
- Asistir a historiadores e investigadores interesados en la consulta de material bibliográfico especializado en historia marítima y naval, y de documentos históricos producidos por la Marina de Guerra argentina durante el siglo XIX.
- Proveer de conocimiento histórico y asesorar a las autoridades, unidades y destinos de la Armada Argentina.
- Establecer y mantener estrecho contacto con organizaciones académicas e instituciones educativas de carácter universitario y terciario, nacionales e internacionales, a efectos de divulgar y difundir la historia naval argentina.
- Participar, en calidad de organismo dedicado a la investigación científica histórica en congresos, simposios y eventos académicos nacionales e internacionales.

## División Investigaciones Históricas
Sus tareas consisten en la investigación y producción de conocimiento histórico vinculado al ámbito marítimo y naval, y en el asesoramiento respecto de esos temas a aquellas instituciones, investigadores, público en general, y unidades y destinos de la Armada Argentina que así lo soliciten. Asimismo, entiende en heráldica de las unidades y dependencias de la Armada Argentina. MFS 2011/2014. 

## División Biblioteca y Archivo
Esta división tiene a su cargo la "Biblioteca Teodoro Caillet-Bois" especializada en historia marítima y naval argentina, de acceso al público en general. Custodia un acervo bibliográfico, una mapoteca histórica y una colección en soporte DVD, CD y VHS.
Asimismo, custodia, preserva y da acceso a una colección cerrada de documentos producidos por la Marina de Guerra argentina desde su nacimiento a principios del siglo XIX hasta los inicios del XX.